# NGC 616
NGC 616 este un grup de două stele situat în constelația Triunghiul. A fost înregistart în 14 august 1863 de către Heinrich Louis d'Arrest.